# Fibra trepadora
La fibra trepadora es una serie de proyecciones neuronales proveniente de núcleo olivario inferior localizada en el bulbo raquídeo (medulla oblongata).
Estos axones pasan a través del puente troncoencefálico (Pons (cerebro)) y entran al cerebelo vía los pedúnculos cerebelosos inferiores donde ellos forman sinapsis con el núcleo cerebelar profundo y las células de Purkinje. Cada fibra trepadora forma sinapsis con 1 a 10 células de Purkinje. 
En el desarrollo temprano, las células de Purkinje son inervadas por múltiples fibras trepadoras, pero conforme el cerebelo madura, estas aferencias se van eliminando gradualmente, resultando en que una sola fibra trepadora inerva a cada célula de Purkinje. 
Estas fibras proporcionan una muy poderosa entrada excitatoria al cerebelo, que resulta en la generación de espigas complejas de potencial excitatorio postsinaptico (PEPS) en las células de Purkinje. De esta manera, las fibras trepadoras (CFs) realizan un papel central en las conductas motoras.
Las fibras trepadoras llevan información de varias fuentes como la médula espinal, el sistema vestibular, núcleos rojos, colículo superior, formación reticular, y cortezas sensorial y motora. 
Se piensa que la activación sirve como una señal motora de error mandada hacia el cerebelo, y es una señal importante para la coordinación motora. Además del control y coordinación del movimiento, el sistema aferente de las fibras trepadoras contribuye al procesamiento sensorial y cognitivo de tareas como la codificación temporal de las aferencias sensoriales independientemente del estado de vigilia o atención.

En el sistema nervioso central, estas fibras son capaces de someterse a modificaciones notables de regeneración en respuesta a las lesiones, siendo capaces de generar nuevas ramas de germinación inervando células de Purkinje cercanas si éstas pierden su inervación CF.
Se ha demostrado que en este tipo de lesión inducida por brote, se necesita el factor de crecimiento asociado a la proteína GAP-43.